# 井冈山路站
井冈山路站，位于中华人民共和国山东省青岛市黄岛区长江中路与井冈山路的交叉口地下，是青岛地铁1号线和13号线的地铁换乘站。

## 车站结构

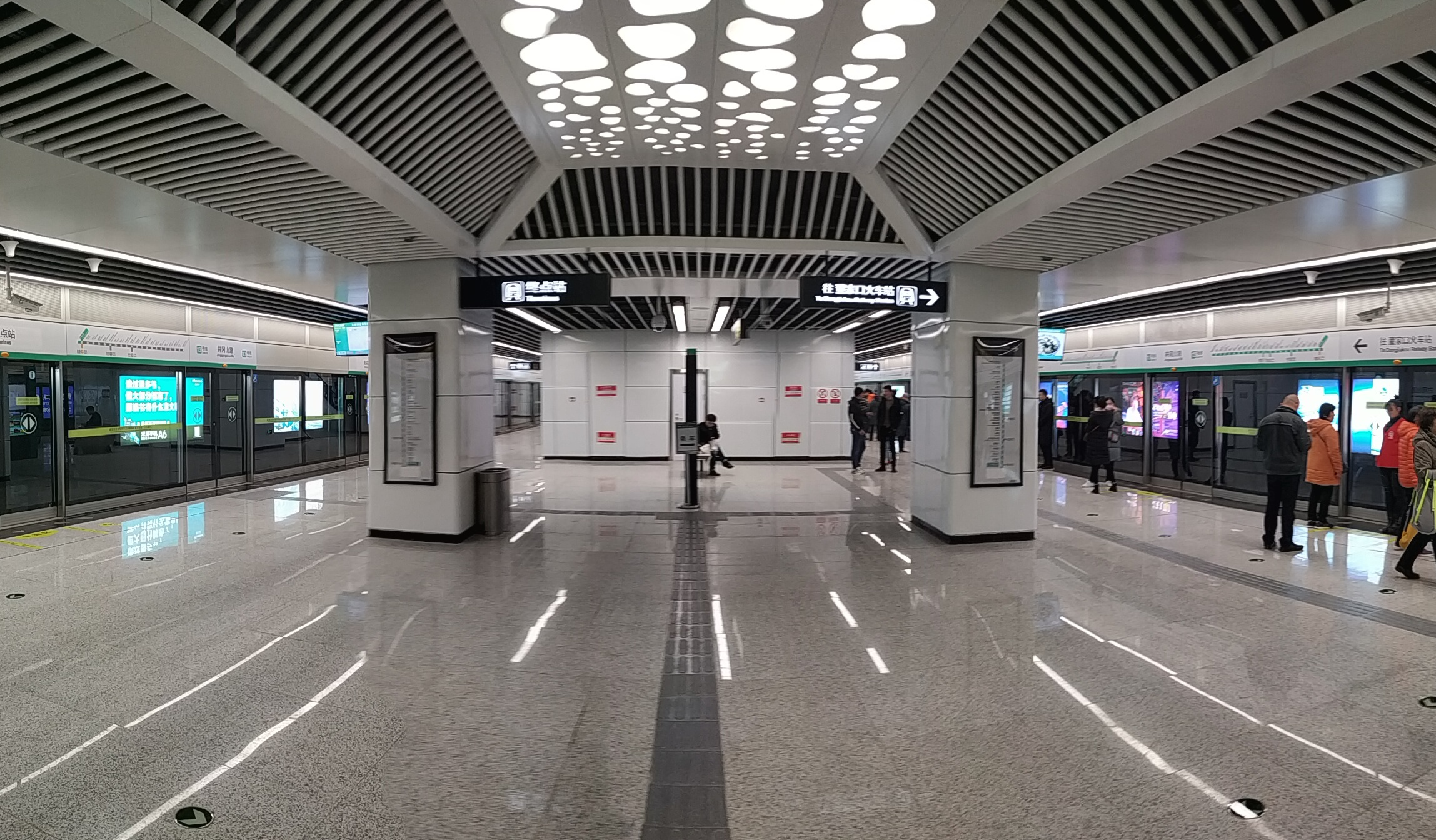
13号线站台

青岛地铁1号线和13号线成T字交叉经过此站，1号线呈东西方向，沿长江中路伸展；13号线呈南北方向，沿井冈山路伸展。13号线井冈山路站为地下三层岛式车站，站台宽15.5米，有效站台长为80米，车站全长242.4米。1号线井冈山路站为地下两层岛式车站，站台宽度14米，有效站台长度为120米，全长292.005米。

### 楼层分布
|                   |  | 1号线往王家港（太行山路） |
| 島式 · 開左邊车门 |  |                           |
|                   |  | 1号线往东郭庄（丁家河）   |

|                   |  | 西海岸快线往嘉陵江西路（香江路）   |
| 島式 · 開左邊车门 |  |                                    |
|                   |  | 西海岸快线往董家口火车站（积米崖） |

### 出入口
|                     |                                        |                  |      |
|                     |                                        |                  |      |
| 编号                | 指示                                   | 建议前往的目的地 | 图片 |
| C · 出口            | 长江中路（南），井冈山路（东）         | 永旺购物中心     |      |
| D · 出口 · （设有） | 井冈山路（东）、青弋江路               |                  |      |
| E · 出口            | 井冈山路（西）                         | 傲海新城         |      |
| F · 出口 · （设有） | 长江中路（南）、井冈山路（西）、庐山路 | 家佳源购物中心   |      |
| 图例： 设有         |                                        |                  |      |

## 接驳交通
- 分布于周边的公交车站，包括以下路线的停靠站点：黄岛区4路、15路、28路、30路、33路、50路、59路、60路、801路、K1路、L1路、东2路、东7路等。
- 从青岛市区出发可乘坐隧道3路到机关东部办公中心或西海岸汽车总站，再步行800米即可到达。

## 历史
- 2015年2月，青岛地铁13号线一期工程开工，地铁车站土建开始。[參⁠ 2]
- 2015年12月，青岛地铁1号线全线动工。
- 2018年9月1日，13号线开始空载试运行。[參⁠ 3]
- 2018年12月26日，青岛地铁13号线井冈山路站至董家口火车站区间通车，该站正式启用。
- 2021年12月30日，青岛地铁1号线站台正式启用。